# Грэм, Джон (футболист)
Джон Грэм (англ. John Graham; 1873 — дата смерти неизвестна) — английский футболист, нападающий.
Грэм выступал за клуб «Блайт» из своего родного городка в Нортамберленде. В октябре или ноябре 1893 года перешёл в клуб Первого дивизиона Футбольной лиги «Ньютон Хит». Дебютировал за «язычников» 11 ноября 1893 года в матче против «Вулверхэмптон Уондерерс» на стадионе «Бэнк Стрит». В сезоне 1893/94 провёл за команду 4 матча в Первом дивизионе. Также сыграл 2 матча в Палатинской лиге и 1 матч в Большом кубке Манчестера против «Болтон Уондерерс» 3 февраля 1894 года, в котором забил 1 гол.
По окончании сезона 1893/94 покинул команду.